# Bologna Indoor 1971
Il Bologna Indoor 1974 è stato un torneo di tennis giocato sul sintetico indoor. È stata la 1ª edizione dell'ATP Bologna Outdoor, che fa parte del World Championship Tennis 1971. Si è giocato a Bologna in Italia, dal 7 al 14 novembre 1971.

## Campioni

### Singolare
Rod Laver ha battuto in finale  Arthur Ashe con il punteggio di 6–3 6–4 6–4

### Doppio
Ken Rosewall /  Fred Stolle hanno battuto in finale  Robert Maud /  Frew McMillan con il punteggio di 6–7, 6–2, 6–3, 6–3